# 이범석 (1925년)
이범석(李範錫, 1925년 9월 14일~1983년 10월 9일)은 대한민국의 외교관, 정치인이다.  인도 주재 대사 등을 지냈으며 본관은 서산(瑞山)이다. 독립운동가이자 목사, 총리 서리 백사 이윤영의 사위이다.
경성부에서 출생하였으며 평안남도 평양부에서 성장하였다. 1944년 일본 호세이 대학 예과를 중퇴하였고 1946년 고려대학교를 나온 그는, 1961년 메릴랜드 대학교에서 수학, 1963년 조지 워싱턴 대학교 대학원에서 수학하였다.
대한적십자사 청소년부 부장, 1961년 외무부 국제기구과 과장, 유엔 주재 대사관 참사관, 미국 주재 대사관 참사관, 외무부 의전실 실장, 튀니지 주재 대사, 대한적십자사 부총재, 남북적십자회담 수석대표, 인디아 주재 대사, 1980년 국토통일원 장관, 평화통일정책자문회의 사무총장, 대통령비서실장을 역임하고 1982년부터 외무부 장관으로 재임 중, 1983년 10월 9일 미얀마에서 아웅산묘역 폭탄테러사건으로 순직하였다.

## 주요 이력
- 1951년 대한적십자사 고문 행정보좌관
- 1952년 대한적십자사 고문 서리
- 1961년 외무부 국제기구과장
- 1963년 미국 주재 대한민국 대사관 참사관
- 1965년 외교안보연구원 연구위원
- 1966년 외무부 의전실장
- 1970년 튀니지 주재 대한민국 대사
- 1971년 튀니지 주재 대한민국 대사 직에서 퇴임
- 1972년 대한적십자사 부총재
- 1976년 인도 주재 대한민국 대사
- 1980년 제9대 국토통일원 장관
- 1981년 민주정의당 중앙행정위원 겸 당무위원(1981년 3월~1981년 6월)
- 1982년 제8대 대통령 비서실 실장
- 1982년 제19대 외무부 장관
- 1983년 10월 9일 외무부 장관 재직 중 아웅 산 묘역 테러 사건으로 순직

## 학력
- 평남 평양제2고등보통학교 졸업
- 일본 호세이 대학 예과(법정학) 중퇴
- 고려대학교 영어영문학과 학사
- 미국 메릴랜드 주립대학교 대학원 영어영문학과 문학 석사
- 미국 조지 워싱턴 대학교 대학원 정치학과 정치학 석사

## 북방정책 개념 제시
외무부 장관으로 있던 1983년 6월 29일 국방대학원에서 '선진 조국의 창조를 위한 외교 과제'라는 주제로 연설하면서 북방정책이라는 용어를 처음으로 사용하며 이를 한국 외교의 중요한 과제로 제시했다. 노태우 대통령은 1988년 취임하면서 북방정책을 대 공산권 외교 정책으로 제시했다.

## 가족
- 배우자: 이정숙
- 자녀: 1남 4녀

## 같이 보기
- 전두환
- 아웅산 묘소 폭탄테러사건
- 제5공화국
- 함병춘

| 전임 최완복 | 제9대 국토통일원 장관 1980년 9월 2일~1982년 1월 3일 | 후임 손재식 |

|  | 초대 평화통일정책자문회의 사무총장 1981년 4월 7일~1982년 1월 4일 | 후임 손재식 |

| 전임 김경원 | 제8대 대통령비서실장 1982년 1월 3일~1982년 6월 2일 | 후임 함병춘 |

| 전임 노신영 | 제19대 외무부 장관 1982년 6월 2일~1983년 10월 9일 | 후임 이원경 |